# Харри, Никил
Никил Харри (англ. N’Keal Harry; 17 декабря 1997, Торонто, Онтарио) — профессиональный канадский и американский футболист, принимающий клуба НФЛ «Чикаго Беарс». На студенческом уровне выступал за команду университета штата Аризона. На драфте НФЛ 2019 года был выбран в первом раунде под общим 32 номером.

## Биография
Никил Харри родился 17 декабря 1997 года в Торонто. Когда он был ребёнком, семья переехала жить в Сент-Винсент и Гренадины, а Харри воспитывался бабушкой, жившей в Аризоне. Он учился в школе имени Маркоса де Нисы в Темпе, затем перевёлся в школу Чандлера. Во время учёбы Харри играл в баскетбол и футбол. В составе школьной футбольной команды выигрывал чемпионат Аризоны. Выступал за сборную США возрастной категории до 19 лет. На момент выпуска занимал первое место в рейтинге лучших молодых игроков штата по версиям ESPN и 247Sports.

### Любительская карьера
В 2016 году Харри поступил в университет штата Аризона, где с первого же сезона стал игроком основного состава футбольной команды. В турнире 2016 года он сыграл в двенадцати матчах, набрав 659 ярдов с пятью тачдаунами, и установил рекорд университета для новичков, сделав 58 приёмов. В 2017 году Харри принял участие в тринадцати играх и набрал 1142 ярда с восемью тачдаунами. По среднему количеству набранных ярдов за игру он стал лучшим в конференции Pac-12. По итогам сезона его включили в состав сборной звёзд Pac-12.
Перед стартом сезона 2018 года Харри называли в числе возможных претендентов на награды Билетникоффа лучшему принимающему и Максвелла лучшему игроку студенческого футбола. Он сыграл в двенадцати матчах турнира, второй раз набрав более 1000 ярдов. По основным статистическим показателям он вошёл в число лидеров конференции, его включили в первую сборную звёзд Pac-12 как принимающего и во вторую — как специалиста по возвратам. После окончания сезона Харри объявил о своём выходе на драфт НФЛ.

#### Статистика выступлений в NCAA
| Сезон | Команда                  | Игры | Приём | Приём | Приём | Приём | Вынос | Вынос | Вынос | Вынос |
| Сезон | Команда                  | Игры | Rec   | Yds   | Y/A   | TD    | Att   | Yds   | Y/A   | TD    |
| ----- | ------------------------ | ---- | ----- | ----- | ----- | ----- | ----- | ----- | ----- | ----- |
| 2016  | Аризона Стейт Сан Девилз | 12   | 58    | 659   | 11,4  | 5     | 3     | 69    | 23,0  | 2     |
| 2017  | Аризона Стейт Сан Девилз | 13   | 82    | 1142  | 13,9  | 8     | 13    | 65    | 5,0   | 0     |
| 2018  | Аризона Стейт Сан Девилз | 12   | 73    | 1088  | 14,9  | 9     | 7     | 10    | 1,4   | 1     |
| Всего | Всего                    | 37   | 213   | 2889  | 13,6  | 22    | 23    | 144   | 6,3   | 3     |

### Профессиональная карьера
Перед драфтом НФЛ 2019 года аналитик издания Bleacher Report Мэтт Миллер выделял антропометрические данных Харри, идеально подходящие для первого принимающего команды, его умение играть по мячу, хорошую работу на маршрутах, способность противостоять защитникам, действующим в пресс-прикрытии, полезность в выносном нападении. К недостаткам игрока Миллер относил нехватку скорости и недостаточную подвижность. Он прогнозировал ему выбор в первой половине первого раунда драфта.
На драфте Харри был выбран «Нью-Ингленд Пэтриотс» в первом раунде под общим 32 номером. В мае он подписал с клубом контракт на общую сумму 10,1 млн долларов. Срок соглашения составил четыре года с возможностью продления на сезон по инициативе команды. Из-за травм Харри не смог полноценно участвовать в предсезонных сборах команды, а по ходу чемпионата у него возникали проблемы с взаимопониманием с квотербеком Томом Брэди и созданием отрыва от защитников. В семи сыгранных матчах он сделал всего 12 приёмов на 105 ярдов, занеся два тачдауна. В 2020 году его результативность выросла незначительно, хотя контакт со сменившим Брэди Кэмом Ньютоном у него был лучше. В четырнадцати играх Харри сделал 33 приёма на 309 ярдов с двумя тачдаунами.
Во время предсезонных сборов команды летом 2021 года Харри выглядел многообещающе, но в игре с «Филадельфией» получил травму плеча. Он был вынужден пропустить начало чемпионата. После возвращения в состав стать одним из ведущих игроков нападения ему не удалось. Харри чаще задействовали как блокирующего игрока, в двенадцати матчах он сделал всего 12 приёмов на 184 ярда. После окончания сезона «Пэтриотс» подписали контракт с Деванте Паркером, повысив конкуренцию среди принимающих. В июле клуб обменял Харри в «Чикаго Беарс», получив выбор седьмого раунда драфта 2024 года.

#### Статистика выступлений в НФЛ

##### Регулярный чемпионат
| Сезон | Команда              | Игры | Приём | Приём | Приём | Приём | Вынос | Вынос | Вынос | Вынос |
| Сезон | Команда              | Игры | Rec   | Yds   | Y/A   | TD    | Att   | Yds   | Y/A   | TD    |
| ----- | -------------------- | ---- | ----- | ----- | ----- | ----- | ----- | ----- | ----- | ----- |
| 2019  | Нью-Ингленд Пэтриотс | 7    | 12    | 105   | 8,8   | 2     | 5     | 49    | 9,8   | 0     |
| 2020  | Нью-Ингленд Пэтриотс | 14   | 33    | 309   | 9,4   | 2     | 2     | 0     | 0,0   | 0     |
| 2021  | Нью-Ингленд Пэтриотс | 12   | 12    | 184   | 15,3  | 0     | 0     | 0     | 0,0   | 0     |
| Всего | Всего                | 33   | 57    | 598   | 10,5  | 4     | 7     | 49    | 7,0   | 0     |

##### Плей-офф
| Сезон | Команда              | Игры | Приём | Приём | Приём | Приём | Вынос | Вынос | Вынос | Вынос |
| Сезон | Команда              | Игры | Rec   | Yds   | Y/A   | TD    | Att   | Yds   | Y/A   | TD    |
| ----- | -------------------- | ---- | ----- | ----- | ----- | ----- | ----- | ----- | ----- | ----- |
| 2019  | Нью-Ингленд Пэтриотс | 1    | 2     | 21    | 10,5  | 0     | 1     | 7     | 7,0   | 0     |
| 2021  | Нью-Ингленд Пэтриотс | 1    | 0     | 0     | 0,0   | 0     | 0     | 0     | 0,0   | 0     |
| Всего | Всего                | 2    | 2     | 21    | 10,5  | 0     | 1     | 7     | 7,0   | 0     |